# Fake Tales of San Francisco
"Fake Tales of San Francisco" é uma canção lançada pela banda britânica de rock Arctic Monkeys originalmente inclusa no primeiro EP da banda Five Minutes with Arctic Monkeys, em maio de 2005. Após ter sido incluída no primeiro álbum de estúdio da banda, Whatever People Say I Am, That's What I'm Not, a canção foi lançada como single exclusivamente para as rádios nos Estados Unidos, ao invés de "Leave Before the Lights Come On", que foi lançada no final de outubro. A canção também foi lançada na Holanda, alcançando a trigésima primeira posição. A música ficou popular nos Estados Unidos no final de 2006, mas não se classificou nas paradas da Billboard.

## Composição
A canção é vista como uma assinatura da banda, popularmente conhecida por ser a primeira faixa gravada pelo grupo, e baseia-se em algumas bandas amadoras da região de Sheffield que se "americanizavam" em busca de adoração. A letra da música descreve as ridículas tentativas de uma banda fictícia de South Yorkshire de se mostrar "descolada", tomando como inspiração os Estados Unidos sem nunca ter estado lá; mas que acaba se mostrando terrívelmente ruim. A canção apresenta um tom bastante irônico e humorístico, com versos afiados como "it's the proof that love's not only blind but deaf" (é a prova de que o amor é tanto cego quanto surdo) e "You're not from New York City, you're from Rotherham" (você não é de Nova York, você é de Rotherham). Apesar disso, a canção rapidamente se tornou uma das favoritas do público americano.

## Videoclipe
O clipe da canção é o mesmo que havia sido anteriormente lançado em Five Minutes with Arctic Monkeys. Dirigido por um amigo da banda, Mark Bull, o vídeo inclúi trechos de algumas apresentações do início da carreira do grupo e foi lançado no Reino Unido no MTV Rocks em 2005.